# Charlie Brown

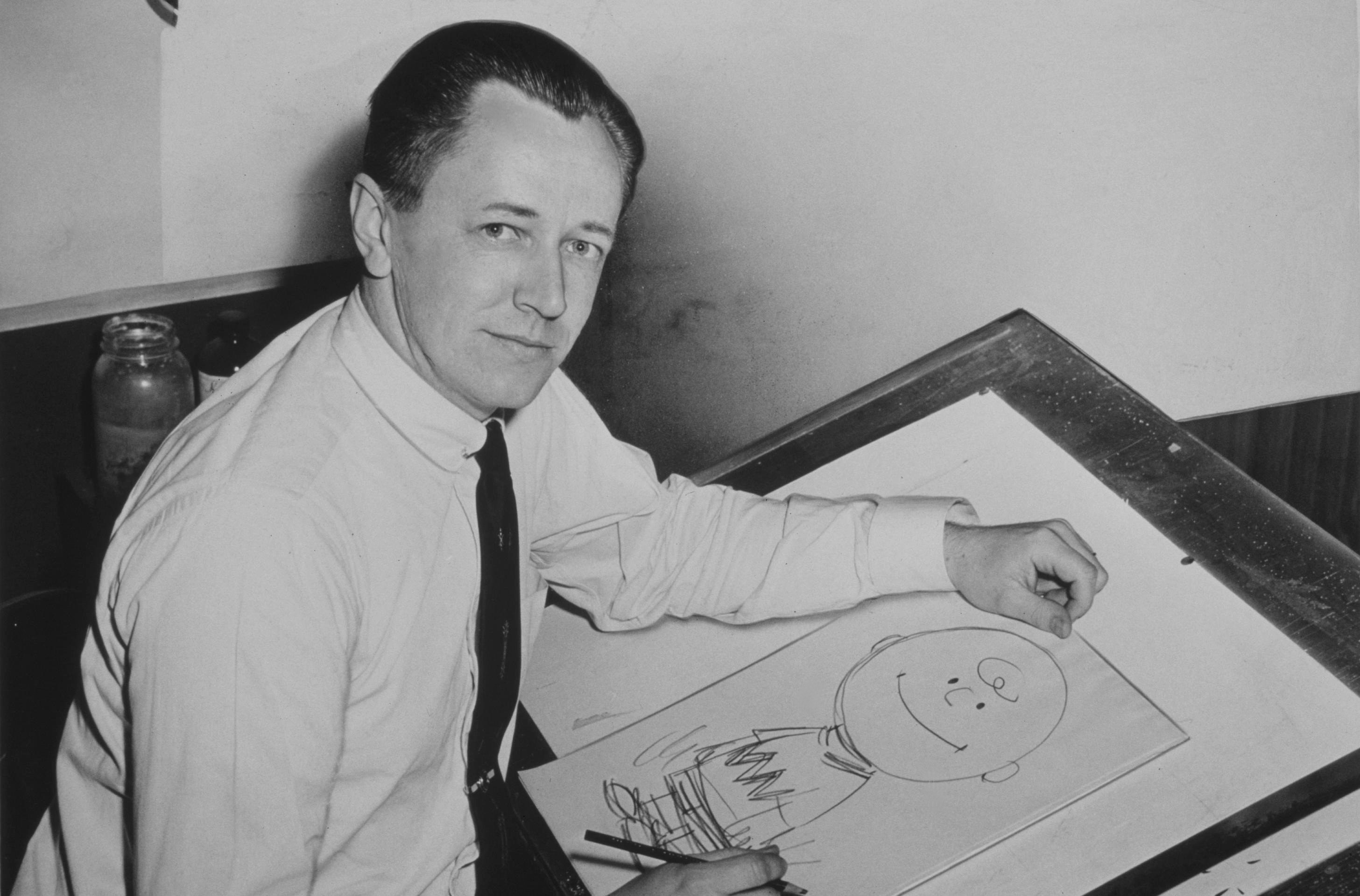
Charles M. Schulz desenhando Charlie Brown em 1956.

Charlie Brown é o protagonista do desenho animado Peanuts de Charles M. Schulz.
Charlie Brown e seu criador são ambos filhos de barbeiros, mas enquanto o trabalho de Schulz é descrito como o "mais brilhante exemplo da história estadunidense de sucesso", Charlie Brown é um exemplo da "grande história estadunidense de fracasso", já que ele falha em quase tudo o que tenta fazer.

## Personagem
Charlie Brown é uma criança dotada de infinita esperança e determinação, mas que é dominada por suas inseguranças e uma permanente má sorte, e aqueles que o cercam muitas vezes se aproveitam disso. Charlie e Lucy van Pelt protagonizam uma piada recorrente: Lucy segura uma bola de futebol americano para que ele chute, mas a tira do caminho na hora do chute, fazendo com que Charlie chute o vazio e caia de costas no chão.
Schulz admitiu que criou Charlie Brown mais ou menos como um autorretrato, compartilhando suas inseguranças e dúvidas sobre si mesmo. Apesar da crença popular, Charlie Brown não é careca. Embora ele seja desenhado apenas com um cacho de cabelo na testa e um pouco na nuca, Schulz explicou que ele via Charlie Brown como tendo cabelo curto e de tonalidade clara.

## História
Charlie Brown foi um dos personagens originais de Peanuts quando a série estreou em 1950, e o centro da primeira piada. À parte das diferenças estilísticas no desenho de Schulz na época, Charlie Brown sempre permaneceu com a mesma aparência. Ele vestia, entretanto, uma camiseta lisa; a listra em zigue-zague foi adicionada ainda durante o primeiro ano da série, em 21 de dezembro de 1950, de modo a caracterizá-lo um pouco mais. Em um dos primeiros episódios, em 3 de novembro de 1950, Charlie Brown afirma que tem apenas quatro anos de idade, mas ele envelheceu um pouco com o passar das décadas, chegando a ter seis anos de idade em 17 de novembro de 1957 e oito anos e meio em 11 de julho de 1979. Referências posteriores continuam a retratar Charlie Brown como tendo por volta de oito anos de idade. Outro episódio inicial, de 30 de outubro de 1950, traz Patty e Shermy desejando feliz aniversário a Charlie Brown naquele dia, embora eles não tivessem certeza que estavam no dia certo.

## Nome
Seu nome tem sido creditado por várias fontes a um amigo de infância de Schulz, ou ao escritor Charles Brockden Brown.
Geralmente todos os outros personagens se referem a ele por nome e sobrenome, "Charlie Brown", raramente por somente "Charlie". Notáveis exceções são Sally, que geralmente o chama de "irmãozão"; Snoopy, que o chama de "garoto da cabeça redonda"; e Patty Pimentinha e Marcie, que geralmente o chamam de "Chuck" e "Charles", respectivamente (no Brasil, Patty o chama de "Minduim", derivado do título Peanuts). Embora este uso de nome e sobrenome tenha sido intencional para diferenciá-lo de eventuais outros personagens, o próprio se apresenta como "Charlie Brown" no episódio "A Charlie Brown Thanksgiving" ao telefonar para sua avó.
Nas primeiras publicações dos quadrinhos no Brasil pela editora O Cruzeiro o personagem era chamado de João Barbosa.